# П'ять центів (Джефферсон)
П'ять центів (Джефферсон), або нікель Джефферсона (англ. Jefferson nickel) — розмінна монета США, яка карбується з 1938 року і до сьогодні, за цей час дизайн аверсу монети змінювався 3 рази. У 2004—2005 року була випущена ювілейна серія цього номіналу з 4 монет присвячена 200-річчю експедиції американських першопрохідців Льюїса і Кларка. Монета замінила у 1938 році номінал 5 центів з бізоном і головою індіанця.

## Історія
Дизайн 5 центів «Баффало», який на сьогодні високо цінується, використовувався як для пам'ятних срібних доларів, так і для інвестиційних монет. Однак під час свого випуску між 1913—1938 роками монета не мала такої популярності серед громадськості, особливо у влади Монетного двору, яка недолюблювала її через складнощі виробництва, оскільки було важко прокарбувати всі елементи її дизайну, через що зростав і без того високий рівень поламок штемпелів. Враховуючи що, станом на 1938 рік, монета знаходилася в обігу 25 років — згідно законодавства, заміна її дизайну могла напряму ухвалюватися рішенням міністра фінансів, без увалення цього Конгресом. У зв'язку з цим, Монетний двір, що входить до складу Міністерства фінансів, незабаром, вжив заходів щодо заміни її дизайну, що не викликало заперечень у громадськості.
Наприкінці січня 1938 року Монетний двір оголосив відкритий конкурс на новий дизайн 5 центів, переможець якого мав отримати приз у розмірі 1000 доларів. Кінцевий термін подачі заявок припадав на 15 квітня, а журі мали стати: директорка Монетного двору Неллі Тейло Росс і троє скульпторів. Конкурсанти повинні були розмістити на аверсі монети портрет Джефферсона, а на реверсі — зображення його будинку, Монтічелло.
Станом на середину березня до членів журі надійшла досить невелика кількість проектів нового дизайну від художників. Однак така тенденція відсутності відгуку виявилася оманливою, оскільки багато художників планували взяти участь у конкурсі і представили свої роботи ближче до граничного терміну прийняття заявок. 20 квітня журі переглянули 390 проектів, після чого, через чотири дні переможцем оголосили Фелікса Шлага. Шлаг, який народився в Німеччині, приїхав у Сполучені Штати лише дев'ять років тому. Спочатку дизайн монети, чи то через непорозуміння, чи то через недогляд Шлага — не містив його ініціали; вони вказувалися лише з 1966 року. Портрет Джефферсона на аверсі, у виконанні Шлага, дуже нагадував погруддя роботи скульптора Жана-Антуана Гудона, яке знаходиться в Бостонському музеї образотворчих мистецтв.
На початку травня стало відомо, що Монетний двір вимагає внести деякі зміни до дизайну Шлага перед випуском монети. На початковому проекті Шлага був зображений вид на Монтічелло з кутом огляду у три чверті, включаючи дерево поряд з ним. Чиновникам не сподобався шрифт букв, який використовував Шлаг, виконаний у більш модерністському стилі, на відміну від того, що був затверджений в подальшому. Дерево також викликало невдоволення чиновників: їм здалося що це пальма й помилково вважалось, що біля будинку Джефферсона її не могло бути. Офіційний запит на внесення змін було направлено Шлагу наприкінці травня. Скульптор був зайнятий іншими проектами, тому відклав роботу над дизайном 5 центів до середини червня. Коли він приступив до роботи, то переробив реверс, де надав Монтічелло більш простого вигляду, тобто з прямого кута огляду. Мистецтвознавець Корнеліус Вермюле так описав цю зміну:
Чиновницький смак відхилив цей цікавий, навіть захоплюючий вид і замінив його мавзолеєм із римським профілем та розмитими формами, які в остаточному варінті монети маскуються під будівлю. На пробному реверсі назва "Монтічелло" здалася навряд чи необхідною і тому, що цілком логічно, була виключена. На випущеній монеті вона є необхідністю, щоб не вважали, що зображена будівля — це сховище у Форт-Ноксі, будівля державного архіву або якась публічна бібліотека.
У середині липня ескізи було передано Комісії з образотворчого мистецтва для отримання рекомендацій; представлений варіант включав нову версію Монтічелло, але, ймовірно, не містив змінених букв. Комісія схвалила ескізи. Однак голова комісії Чарльз Мур попросив поміняти місцями написи на реверсі, розташувавши назву країни вгорі, що не було зроблено. Після рекомендації Комісії Міністр фінансів Генрі Моргентау схвалив дизайн.
21 серпня газета міста Андерсон (штат Індіана), «Джеральд» зазначила:
Федеральній комісії з образотворчого мистецтва ... не сподобався вигляд будинку Томаса Джефферсона в Монтічелло, тому вони зажадали від художника зробити інше зображення фасаду будинку. Їм не сподобався напис на монеті. Він не відповідав темі, але вони забули сказати, чому саме він не відповідав... Наслідування римлян у цьому відношенні (використовуючи написи в римському стилі на монеті) мало не більше підстав, ніж моделювання наших автомобілів за колісницею часів Бен Гура.

## Карбування

### 1938—1945: Ранні випуски; зміни під час Другої світової війни
Виробництво 5 центів з Джефферсоном розпочалося на всіх трьох монетних дворах США (Філадельфійському, Денверському та Сан-Францискському) 3 жовтня 1938 року. До середини листопада було викарбувано близько дванадцяти мільйонів монет, які офіційно надійшли в обіг 15 листопада; загалом за 1938 рік було викарбувано понад тридцять мільйонів монет. За свідченнями сучасників, спочатку 5 центів з Джефферсоном були предметом зберігання у населення, і лише 1940 року вони почали масово з'являтися в обігу.
1939 року Монетний двір переробив кліше пуансонів для карбування 5 центів з Джефферсоном, де виступи будівлі всередині зображення Монтічелло стали більш рельєфними, які на перших випусках монети були нечіткими. З того часу критерієм якості прокарбованності 5 центів вважається наявність всіх шести виступів, причому «повновиступні» монети мають найбільшу цінність серед колекціонерів. Досвідченими колекціонерами було помічено, що під час зміни штемпеля 1939 року з'явилися два різновиди 5 центів з Джефферсоном, які карбувалися всіма трьома монетними дворами США, вони були присутні і серед монет у якості пруф, випущених того року — «Реверс 1938 року» і «Реверс 1940 року», причому останній частіше зустрічається серед монет, випущених у Філадельфії, ніж на решті монетних дворів. Було також виявлено монету у якості пруф 1940 року з реверсом 1938-го.
Вступ США у Другу світову війну призвів до того, що нікель став одним із найважливіших матеріалів, необхідних для військових потреб, у зв'язку з цим Монетний двір прагнув скоротити використання цього металу при карбуванні монет. 27 березня 1942 року Конгрес дозволив використовувати у карбуванні монет сплав, що складався на 50 % з міді та на 50 % із срібла, та надав при цьому Монетному двору право змінювати ці пропорції або додавати інші метали у суспільних інтересах. Найбільше занепокоєння у Монетного двору викликав пошук сплаву, який не містив би нікелю, але задовольняв би технічним вимогам детекторів підробок у торгових автоматах. В результаті був винайдений сплав, що відповідав цим вимогам, який почав використовуватися з жовтня 1942 року при карбуванні 5 центів, він складався з 56 % міді, 35 % срібла і 9 % марганцю. Сподіваючись полегшити їх відсортування заради вилучення після війни Монетний двір викарбував усі «військові п'ятаки» з позначкою монетного двору великого розміру, розташованим над зображенням Монтічелло. Для Філадельфійського монетного двору це стало першою нагодою для розміщення на монетах США своєї позначки «P». Практика використання довоєнного сплаву та менших позначок монетного двору (або його відсутності у випадку з монетами, виготовленими у Філадельфії) була відновлено 1946 року. У статті, опублікованій 2000 року у журналі «The Numismatist», Марк А. Бенвенуто висловив припущення, що хоча кількість нікелю, зекономленого в результаті переходу на новий тип монет, була незначною для військових потреб, 5 центів «військового» випуску більше служили повсюдним нагадуванням про те, який жертв коштувало здобуття перемоги.
Серед 5 центів «військового випуску» колекціонери розрізняють два різновиди: офіційні випуски, і — підробки. Деякі з підроблених монет з позначенням 1943-P не відповідали своїй реальній даті виготовлення. Зокрема для їхнього виготовлення повторно використовувався штемпель попереднього року, через що проглядалася цифра «2» під цифрою «3» у даті. Крім того, відомо кілька монет з датою 1944 року без великого позначки монетного двору «P». Вони були виготовлені 1954 року Френсісом Лероєм Хеннінгом, крім цього він виготовив підробки 5-центових монет як мінімум із чотирма іншими датами.

### 1946—2003: Пізніше карбування оригінальних дизайнів
Коли стало відомо, що 1950 року Денверський монетний двір викарбував всього 2 630 030 5-центових монет (каталоговий номер 1950-D), вони стали масово розкуповуватися. На початку 1960-х років спекуляції з ними ще більш посилилися, проте 1964 року ціни на них пішли різко на спад. Завдяки тому, що монети 1950-D були масово вилучені з обігу, на сьогодні вони легкодоступні. 1955 року було виготовлено кілька штемпелів із літерою «S», призначених для Монетного двору у Сан-Франциско; їх не використали, оскільки цей монетний двір того року не випускав 5-центових монет і згодом закрився, а невикористані штампи відправили для використання у Денвер, де літера «S» перештампували на літеру «D».
Монети у якості пруф почали карбуватися Філадельфійським монетним двором для реалізації колекціонерам 1938 року, після чого їх випуск тривав до 1942 року. Причому, остання дата була представлена монетами у якості пруф, як звичайного так і «військового» випуску, після чого їхнє карбування було припинене. Надалі реалізація монет у якості пруф знову відновилася 1950 року і тривала до 1964-го, коли їх карбування було припинено у зв'язку з монетним дефіцитом, що існував на той час в країні. 1966 року дизайн 5-центових монет зазнав невеликих змін: на аверсі під портретом Джефферсона з'явилися ініціали її дизайнера Фелікса Шлага (FS). На честь цієї зміни було викарбувано і подаровано Шлагу дві монети з його ініціалами у якості пруф 1966 року. Також між 1965—1966 роками випускалися Спеціальні монетні набори, у нижчій якості, ніж у монет якості пруф. Реалізація монет у якості відновилася 1968 року, причому монети були викарбувані на знову відкритому Монетному дворі у Сан-Франциско. Між 1965—1967 роками всі монетні двори США випускали монети без своїх позначок. Починаючи з 1968 року позначки монетних дворів знову почали використовуватися, але були перенесені в нижню частину аверсу, праворуч від бюста Джефферсона. Крім цього, не існує жодної монети з датами 1968, 1969, 1970 років з позначкою «P», тому що вони не карбувалися у ці роки у Філадельфії. З 1971 року Монетний двір у Сан-Франциско не випускав монети для обігу, а 5-центові монети з позначенням 1971-S стали першими екземплярами з 1878 року, випущеними лише у якості пруф. У 1994 та 1997 роках у Філадельфії були викарбувані у невеликій кількості для включення до наборів пам'ятних монет екземпляри у якості «матовий пруф» («matte proof»), з характерною зернистою поверхнею.

## Джерело
- Нумізматичний сайт